# Tangk
Tangk (ausgesprochen: „Tank“ mit gehauchtem g) ist das fünfte Studioalbum der englischen Post-Punk-Band Idles. Das Album wurde am 16. Februar 2024 über Partisan Records veröffentlicht.

## Entstehung
Als die Band mit dem Songwriting für das neue Album begann, wollte Sänger Joe Talbot ein Album, das „die Leute zum Tanzen bringt“ und dass die Musik von Idles „wieder infektiös wird“. Talbot wollte im Vergleich zum Vorgängeralbum die Musik verfeinern. Sänger Joe Talbot und Gitarrist Mark Bowen trafen sich zu mehreren Schreibsessions in Brixton, bei denen die beiden die Resultate in Albumqualität aufnahmen. Laut Bowen wären Demoversionen meist die aufregendsten Versionen eines Liedes. Anschließend fuhren beide an die südfranzösische Küste, um aus den Ideen die fertigen Lieder zusammenzustellen. Bis auf eine Zeile für das Lied Grace hatte Talbot noch keine Texte ausgearbeitet.
Produziert wurde das Album von Kenny Beats, Nigel Godrich und dem Idles-Gitarristen Mark Bowen. Beats und Bowen arbeiteten bereits auf dem Vorgängeralbum Crawler zusammen, während sich Godrich einen Namen durch seine Zusammenarbeit mit Bands wie Radiohead oder Arcade Fire machte. Als Gastmusiker sind James Murphy und Nancy Whang von der Band LCD Soundsystem zu hören. Idles spielten im Sommer 2023 einige Konzerte mit der Band zusammen. Die Band kündigte das Album nach einem Überraschungskonzert im Londoner Village Underground am 17. Oktober 2023 an.
Für die Lieder Dancer, Gift Horse und Grace wurden Musikvideos veröffentlicht. Letzteres Video ist eine Rekonstruktion des Musikvideos für das Coldplay-Lied Yellow mit Hilfe von künstlicher Intelligenz. Sänger Joe Talbot hatte einen Traum, das Coldplay-Video für sein Lied zu nutzen und holte sich von deren Sänger Chris Martin die Erlaubnis dafür. Martin half auch dabei, die verwendete Software zu trainieren, um seine Performance realistisch aussehen zu lassen. Am 7. Februar 2024 trat die Band mit dem Lied Gift Horse in der Late-Night-Show The Tonight Show Starring Jimmy Fallon auf.

## Hintergrund
Sänger Joe Talbot bezeichnete Tangk als ein „Album der Liebe“ sowie als Idles „Album der Dankbarkeit und der Kraft“. Die thematische Marschrichtung des Albums wäre es „laut zu schreien, um das Gefühl der Leere abzuwehren“. Als große Inspiration erwies sich das Buch All About Love: New Visions der US-amerikanischen Autorin bell hooks. Das Wort Liebe kommt auf dem knapp 40 Minuten langen Album insgesamt 29 Mal vor. Laut Joe Talbot wäre die Liebe, die er von seinem Publikum empfängt, eine große Stütze in dunklen Zeiten gewesen.

„Wenn du den Leuten auf der Bühne alles gibst, geben sie dir auch alles zurück. In unserem Publikum gibt es keinen Bullshit, keine Grauzonen. Ich wollte das auf eine Platte bringen. Ich habe mehr Kraft in mir als je zuvor, und sie resultiert aus dieser Liebe.“

Die erste Single Dancer handelt von der speziellen Verbindung zwischen der Band, ihren Fans und der Welt im Ganzen. Das Lied beschreibt laut Talbot „die Gewalt, die von pochenden Herzen der Tanzfläche kommt, durch deinen Körper geht und dir Leben von Musik, Liebe und dir selbst gibt“. Das Lied Roy ist laut Joe Talbot ein Versuch, das Gefühl der Verliebtheit in Worte zu fassen. In Hall & Oates geht es darum, dass eine Freundschaft eine Person gleichzeitig federleicht und stark zugleich fühlen lässt.

## Rezeption

### Rezensionen
Steven Doherty vom Onlinemagazin God Is in the TV bezeichnete Tangk als „ernsthaft verstandsänderndes Album“. Es wäre „kein Wunder, warum Idles eine der größten Bands des Landes sind“ und Tangk würde die Band „in eine andere Stratosphäre versetzen“. Es ist „ein Album einer Band für die Leute, die sie lieben und für die, die die Band lieben“. Doherty vergab zehn von zehn Punkten. Andrew Trendell vom New Musical Express schrieb, dass Idles’ fünftes Album „ambitioniert und erwachsen wäre“ und „seine Hand auf den Herzen und die Füße auf dem Dancefloor hat“. Die Band „beweist, dass sie so viel mehr als Punk sind“, wofür Trendell vier von fünf Punkten vergab. Brian Stout vom Onlinemagazin Pop Matters schrieb, dass die Band „stetig neue Falten in ihrem Sound einführen, die die Band interessant halten“. Auch wenn das Album „ein weitestgehend erfolgreicher Einsatz ist, der musikalisches Wachstum aufzeigt“, ist es nicht schwer „den Biss zu verpassen, der einst mit dem Bellen kam“. Stout vergab sieben von zehn Punkten.

### Chartplatzierungen
| ChartsChartplatzierungen     | Höchstplatzierung | Wochen |
| ---------------------------- | ----------------- | ------ |
| Deutschland (GfK)            | 2 (3 Wo.)         | 3      |
| Österreich (Ö3)              | 8 (2 Wo.)         | 2      |
| Schweiz (IFPI)               | 8 (2 Wo.)         | 2      |
| Vereinigtes Königreich (OCC) | 1 (2 Wo.)         | 2      |